# Allegro (Musik)
Allegro (italienisch; „rasch, munter, heiter, fröhlich“) ist eine musikalische Vortragsbezeichnung, die seit dem frühen 17. Jahrhundert für eine lebhafte Bewegung verwendet wurde. Sie war jedoch zunächst eher eine Charakterbezeichnung als eine bestimmte Tempoangabe. Erst im 18. Jahrhundert erfolgte der Wandel zu einer reinen Tempovorschrift mit der Bedeutung schnell (jedoch weniger schnell als das Presto). Als solche wurde sie in der Folge auch in Zusammensetzungen gebraucht, die verglichen mit dem ursprünglichen Wortsinn pleonastisch (Allegro giocoso, „heiter lustig“) oder widersinnig (Allegro irato, „heiter zornig“) erscheinen.
Während Leopold Mozart noch 1756 am ursprünglichen Wortsinn festhielt, ist z. B. die Vorschrift Allegro assai in Beethovens Appassionata eine reine Tempoangabe.
Das von allegro abgeleitete Substantiv allegrezza wird nach wie vor im originalen Wortsinn verwendet. Dies zeigt z. B. die sehr detaillierte Vortragsanweisung zu der einleitenden „Promenade“ von Mussorgskis Klavierzyklus Bilder einer Ausstellung: Allegro giusto, nel modo russico, senza allegrezza, ma poco sostenuto. Hierin steckt beides: Allegro als Tempoangabe, senza allegrezza (ohne Heiterkeit) als Charakterbezeichnung.
Allegro kann auch gelegentlich zur Betitelung von Musikstücken dienen (z. B. Allegro de concert, op. 46 von Chopin, Allegro barbaro von Béla Bartók).
Das Diminutiv Allegretto (ein wenig allegro) bezeichnet ein etwas langsameres Tempo, das zwischen Allegro moderato und Andante con moto anzusiedeln ist. Oft wird durch diese Vorschrift auch ein leichter und graziöser Charakter intendiert, doch ist dieses nicht zwingend: Allegretto kann – wie allegro – auch als charakterneutrale Tempobezeichnung fungieren.

## Hörbeispiel
Étude Op. 25, No. 6, Frédéric Chopin – anhörenⓘ